# Serguéi Kóstarev
Serguéi Vladímirovich Kóstarev –en ruso, Сергей Владимирович Костарев– (25 de marzo de 1966) es un deportista soviético que compitió en esgrima, especialista en la modalidad de espada.
Participó en los Juegos Olímpicos de Barcelona 1992, obteniendo una medalla de bronce en la prueba por equipos (junto con Pavel Kolobkov, Andrei Shuvalov, Serguei Kravchuk y Valeri Zajarevich).
Ganó dos medallas en el Campeonato Mundial de Esgrima de 1991, oro en la prueba por equipos y bronce en la individual.

## Palmarés internacional
| Representando a la URSS           |                    |                   |                    |
| Campeonato Mundial                |                    |                   |                    |
| Año                               | Lugar              | Medalla           | Prueba             |
| 1991                              | Budapest (Hungría) | Medalla de oro    | Espada por equipos |
| 1991                              | Budapest (Hungría) | Medalla de bronce | Espada individual  |
| Representando al Equipo Unificado |                    |                   |                    |
| Juegos Olímpicos                  |                    |                   |                    |
| Año                               | Lugar              | Medalla           | Prueba             |
| 1992                              | Barcelona (España) | Medalla de bronce | Espada por equipos |